# Iseyin
Iseyin este un oraș din Oyo, Nigeria, aflat la 100 de km nord de Ibadan.